# ラヴ・イズ・ビガー・ザン・エニシング・イン・イッツ・ウェイ
「ラヴ・イズ・ビガー・ザン・エニシング・イン・イッツ・ウェイ」（Love Is Bigger Than Anything In Its Way）は、U2が2017年に発表した『ソングス・オブ・エクスペリエンス』に収録されている曲で、シングルリリースされた。

## 概要
ボノが息子たちに宛てた曲であると同時に、自分自身に向けても歌っているとのこと。
ここでもまた、息子達に向けて歌いつつ、自分自身に向けても歌っているんだ。ティーンエイジャーが抱える怒り、そういったものに対して、すごく共感する。そういった十代ならではの感情から、俺自身、あまり卒業出来ていないように感じるよ（笑）。 怒りこそがロックンロールの核だろ？ それがロックとポップスの違いなんだ。苦痛を美に昇華するのが芸術の仕事であり、怒りをロックンロールに転じる、というのが俺たちのやっていることだから（ボノ）
The Chainsmokersのドリュー・タガートがキーボードを弾いている。
2018年5月4日、Will Clarke Remix、The Funk Hunters Remix、Daybreakers Remixが収録されたリミックスEPがデジタルリリースされた。Will Clarke Remixはビデオもリリースされた。
2018年5月11日、アコースティックヴァージョンがデジタルリリースされた。
2018年5月25日、U2 X Cheat Codesがデジタルリリースされた。
2018年6月1日、Beck Remixがデジタルリリースされた。
2018年7月ビルボードDace Club Songsのチャートで1位を記録。U2の曲が同チャートで1位を記録したのは「Lemon」「 Discotheque」「 Beautiful Day」に次いで4曲目。

## PV

### Official Video
- 監督：デヴィッド・ムシュゲン
- ロケ地：ダブリン
- 撮影日：2017年10月
- リリース日：2018年4月

### Will Clarke Remix
- 監督：デヴィッド・ムシュゲン
- ロケ地：ダブリン
- 撮影日：2017年10月
- リリース日：2018年5月4日

### Offer Nissim Remix
- 監督：デヴィッド・ムシュゲン
- ロケ地：ダブリン
- 撮影日：2017年10月
- リリース日：2018年5月22日

### David Alvarado Mix
- 監督：デヴィッド・アルバラード
- ロケ地：不明
- 撮影日：2018年
- リリース日：2018年5月22日

### Daybreakers Vox Remix
- 監督：デヴィッド・ムシュゲン
- ロケ地：ダブリン
- 監督：Broken Fingaz
- 監督：MINDSKAP

### MINDSKAP Dub Remix
- 監督：MINDSKAP

- 監督：Broken Fingaz

## リミックス
- Will Clarke Remix (2018)
- The Funk Hunters Remix (2018)
- Daybreakers Remix (2018)
- U2 X Cheat Codes (2018)
- Beck Remix (2018)
- HP Hoeger & Rusty Eagan Chill Mix  (2018)
- HP Hoeger & Rusty Eagan Drift Away Mix  (2018)
- HP Hoeger & Rusty Eagan from the Heat Mix (2018)
- Lost Stories Remix (2019)

(「The Eternal Remixes」収録）